# Volitve poslancev iz Slovenije v Evropski parlament 2019
Volitve poslancev iz Slovenije v Evropski parlament 2019 so potekale 26. maja 2019. Volivci so lahko izbirali med 103 kandidati s 14 kandidatnih list in izvolili osem predstavnikov v Evropski parlament. Mandate so prejele naslednje liste: Skupna lista SDS in SLS tri, SD in LMŠ po dva in NSi en mandat.

## Zgodovina
13. februarja 2019 je predsednik Slovenije, Borut Pahor, razpisal volitve za Evropski parlament. Zbiranje kandidatur se je končalo 26. aprila, ko se je pričela tudi uradna volilna kampanja.
Obdobje pred volitvami je zaznamovala tudi izredno močna kampanja Evropskega parlamenta za spodbudo mladih volilcev Tokrat grem volit, ki je bila posledica nizke udeležbe mlajših volilcev pri volitvah 2014.
13. maja 2022 je evropski poslanki Tanji Fajon prenehal poslanski mandat, saj je bila izvoljena za poslanko v Državnem zboru Republike Slovenije. 18. maja je kot njen nadomestni poslanec nastopil Matjaž Nemec.

## Zakonodaja
Volitve potekajo po proporcionalnem sistemu , pri čemer volivec glasuje za listo kandidatov, hkrati pa lahko odda tudi preferenčni glas za posameznega kandidata. Za porazdelitev sedežev pa se uporabi d'Hondtov sistem. Slovenija ima v skladu s lizbonsko pogodbo in odločitvijo Evropskega sveta v Evropskem parlamentu osem poslanskih sedežev.
Do roka je kandidature vložilo 14 list, od katerih so jih 7 vložile politične stranke s podporo poslank in poslancev, 6 politične stranke s podporo volilcev, ena pa je bila vložena s strani skupine volilcev. Državna volilna komisija je potrdila vseh 14 list.

## Volilna udeležba
Od 1.704.866 volilnih upravičencev jih je svoj glas oddalo 492.618 oz. 28,89%.
| Ura                            | Št. volilcev | Odstotek |
| ------------------------------ | ------------ | -------- |
| Nedelja do 11.00               | 150.880      | 8,85%    |
| Nedelja do 16.00               | 312.161      | 18,31%   |
| Nedelja do 19.00               | 482.818      | 28,32%   |
| Končna uradna volilna udeležba | 492.618      | 28,89%   |

## Kandidati
| Lista         | 1.               | 2.           | 3.                 | 4.                 | 5.               | 6.               | 7.             | 8.              | 9.              | 10.                  | 11.                  | 12.                      | 13.             | 14.             |
| Lista         | SMC              | ZSi          | Zeleni             | DD                 | SNS              | PS               | LMŠ            | NSi             | SDS+SLS         | DOM                  | SD                   | Levica                   | DeSUS           | SAB             |
| ------------- | ---------------- | ------------ | ------------------ | ------------------ | ---------------- | ---------------- | -------------- | --------------- | --------------- | -------------------- | -------------------- | ------------------------ | --------------- | --------------- |
| Nosilec liste | Gregor Perič     | Andrej Šiško | Gorazd Pretnar     | Peter Golob        | Zmago Jelinčič   | Urša Zgojznik    | Irena Joveva   | Ljudmila Novak  | Milan Zver      | Bernard Brščič       | Tanja Fajon          | Violeta Tomić            | Igor Šoltes     | Angelika Mlinar |
| 2. kandidat   | Helena Cvikl     | Anica Bidar  | Nada Pavšer        | Natalija Tripković | Tomaž Krajnc     | Boštjan Tavčar   | Klemen Grošelj | Jožef Horvat    | Romana Tomc     | Lucija Šikovec Ušaj  | Matjaž Nemec         | Aleksander Sašo S. Brlek | Damjan Stanonik | Jernej Pavlič   |
| 3. kandidat   | Janja Sluga      | Joško Joras  | Mirko Brnič Jager  | Smiljan Mekicar    | Jernej Ahčin     | Josip Rotar      | Edis Rujović   | Lojze Peterle   | Patricija Šulin | Norma Marija Korošec | Dominika Švarc Pipan | Ana Štromajer            | Tereza Novak    | Olga Belec      |
| 4. kandidat   | Miha Rebolj      | /            | Katarina Dea Žetko | Mateja Čadež       | Alenka Jelenovič | Marjana Škalič   | Tina Heferle   | Iva Dimic       | Franc Bogovič   | Marko Oblak          | Milan Brglez         | Danijel Rebolj           | Zdenka Gajzer   | Andrej Rajh     |
| 5. kandidat   | Branislav Rajić  | /            | Dragan Djukić      | Igor Gobec         | Marija Župevc    | Domen Savič      | Jasna Ružicki  | Mojca Erjavec   | Franc Kangler   | /                    | Neva Grašič          | Urška Lipovž             | Vitomir Mavrič  | Đorđe Berak     |
| 6. kandidat   | Bojana Cvahte    | /            | Ines Deželak       | Simona Leskovec    | Andrej Dočinski  | Karel Šrot       | Luka Kočevar   | Katja Berk Bevc | Alenka Forte    | /                    | Franc Hočevar        | Lovro Centrih            | Maja Sušec      | Mateja Zupan    |
| 7. kandidat   | Vesna Ugrinovski | /            | Gregor Horvatić    | Tilen Majnardi     | Katarina Žunko   | Nermina Simončič | Justina Erčulj | Franci Demšar   | Davorin Kopše   | /                    | Ljubica Jelušič      | Alma Rekić               | Peter Boršić    | Andrej Šušmelj  |
| 8. kandidat   | Aleš Prijon      | /            | Zorica Škorc       | Urška Makovec      | Ivana Bendra     | Petra Greiner    | Rudi Spruk     | Žiga Turk       | Alja Domjan     | /                    | Aleksander Jevšek    | Luka Mesec               | Vesna Dragan    | Nina Mauhler    |

## Rezultati
| Stranka | Stranka   | Stranka                                                    | Nosilec liste            | Rezultati  | Rezultati | Rezultati   | Rezultati |
| Stranka | Stranka   | Stranka                                                    | Nosilec liste            | Št. glasov | %         | Št. sedežev | +/-       |
| ------- | --------- | ---------------------------------------------------------- | ------------------------ | ---------- | --------- | ----------- | --------- |
|         | SDS + SLS | Slovenska demokratska stranka in Slovenska ljudska stranka | Milan Zver               | 126.534    | 26,25     | 3 / 8       | 1         |
|         | SD        | Socialni demokrati                                         | Tanja Fajon              | 89.936     | 18,66     | 2 / 8       | 1         |
|         | LMŠ       | Lista Marjana Šarca                                        | Irena Joveva             | 74.431     | 15,44     | 2 / 8       | na novo   |
|         | NSi       | Nova Slovenija                                             | Ljudmila Novak           | 53.621     | 11,12     | 1 / 8       | 0         |
|         |           |                                                            |                          |            |           |             |           |
|         | L         | Levica                                                     | Violeta Tomić            | 30.983     | 6,43      | 0 / 8       | 0         |
|         | DeSUS     | Demokratična stranka upokojencev Slovenije                 | Igor Šoltes              | 27.329     | 5,67      | 0 / 8       | 1         |
|         | SAB       | Stranka Alenke Bratušek                                    | Angelika Mlinar          | 19.369     | 4,02      | 0 / 8       | na novo   |
|         | SNS       | Slovenska nacionalna stranka                               | Zmago Jelinčič Plemeniti | 19.347     | 4,01      | 0 / 8       | 0         |
|         | Zeleni    | Zeleni Slovenije                                           | Gorazd Pretnar           | 10.706     | 2,22      | 0 / 8       | 0         |
|         | DOM       | Domovinska liga                                            | Bernard Brščič           | 8.184      | 1,70      | 0 / 8       | na novo   |
|         | PS        | Povežimo se                                                | Urša Zgojznik            | 7.980      | 1,66      | 0 / 8       | na novo   |
|         | SMC       | Stranka modernega centra                                   | Gregor Perič             | 7.823      | 1,66      | 0 / 8       | na novo   |
|         | ZSi       | Gibanje Zedinjena Slovenija                                | Andrej Šiško             | 3.288      | 0,68      | 0 / 8       | na novo   |
|         | DD        | Dobra država                                               | Peter Golob              | 2.544      | 0,53      | 0 / 8       | na novo   |